# Halálos autonóm fegyverrendszerek

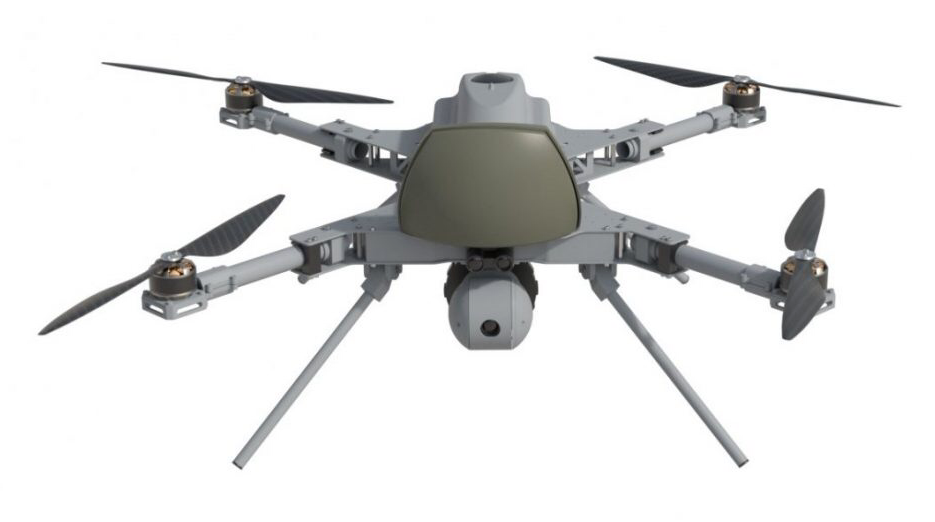
Török fejlesztésű STM Kargu drón

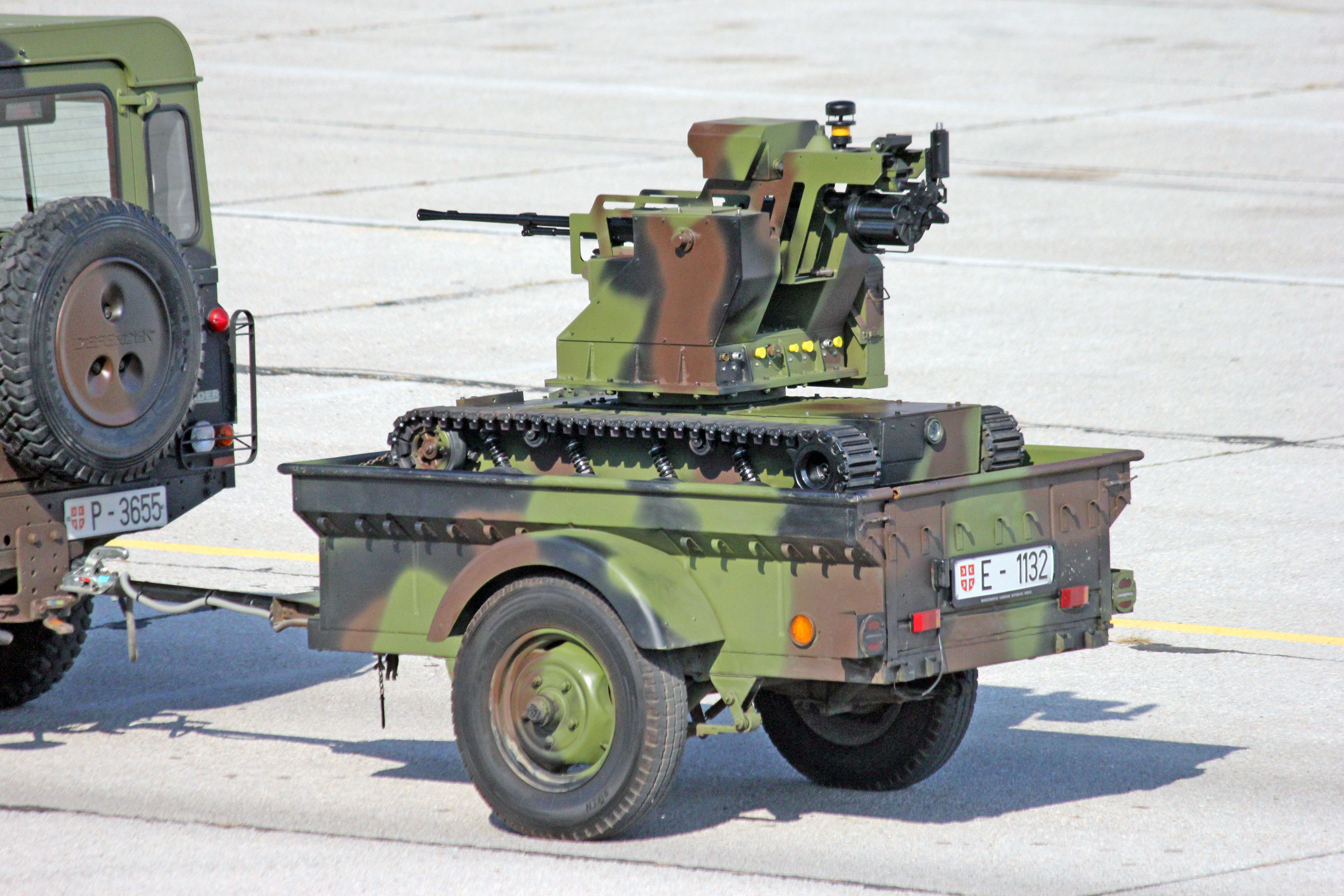
Szerb katonai jármű "Miloš" lánctalpas harci robottal

A halálos autonóm fegyverrendszerek (angol: lethal autonomous weapon systems; LAWS) egyfajta katonai drónok vagy robotok, amelyek autonóm módon (emberi irányítás nélkül) képesek célpontokat keresni és megtámadni. Robotfegyvereknek vagy gyilkos robotoknak is nevezik őket. Működhetnek a levegőben, a szárazföldön, vízen, víz alatt vagy az űrben. A mérnöki tudományokban az autonóm elnevezés egy gép azon képességére utal, hogy emberi beavatkozás nélkül működjön.
Ezek a fegyverrendszerek képesek önállóan elemezni az adatokat, szabadon mozogni a működési területükön belül, és irányítani a rendelkezésükre álló fegyvereket, például géppuskákat, ágyúkat vagy rakétákat. A mesterséges intelligencia (MI) fejlődése tette lehetővé az ilyen autonóm módon működő rendszerek kifejlesztését.

## Történet
A halálos autonóm fegyverrendszerek, mint például a török STM Kargu-2 és más török gyártmányú hasonló fegyverek első harci bevetésére 2020-ban, a második líbiai polgárháború végén került sor.
2025-ben azonban a legtöbb globálisan használt katonai drón és robot még nem autonóm.